# Clephydroneura rossi
Clephydroneura rossi là một loài ruồi trong họ Asilidae. Clephydroneura rossi được Joseph & Parui miêu tả năm 1995. Loài này phân bố ở miền Ấn Độ - Mã Lai.